# شيسيدو

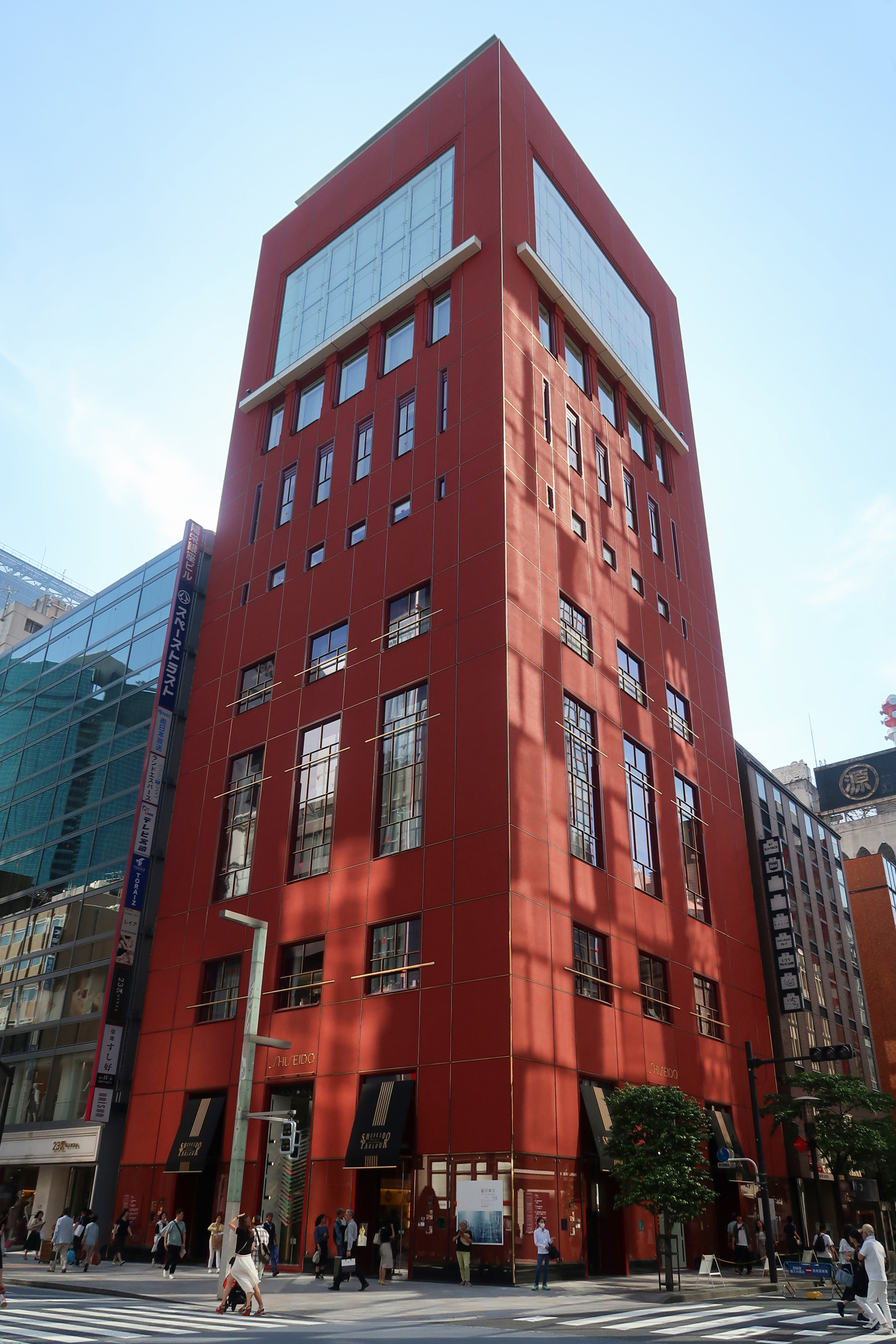
مبنى شيسيدو في جينزا، طوكيو. ويقع مكتبها المسجل أيضًا في نفس المنطقة.

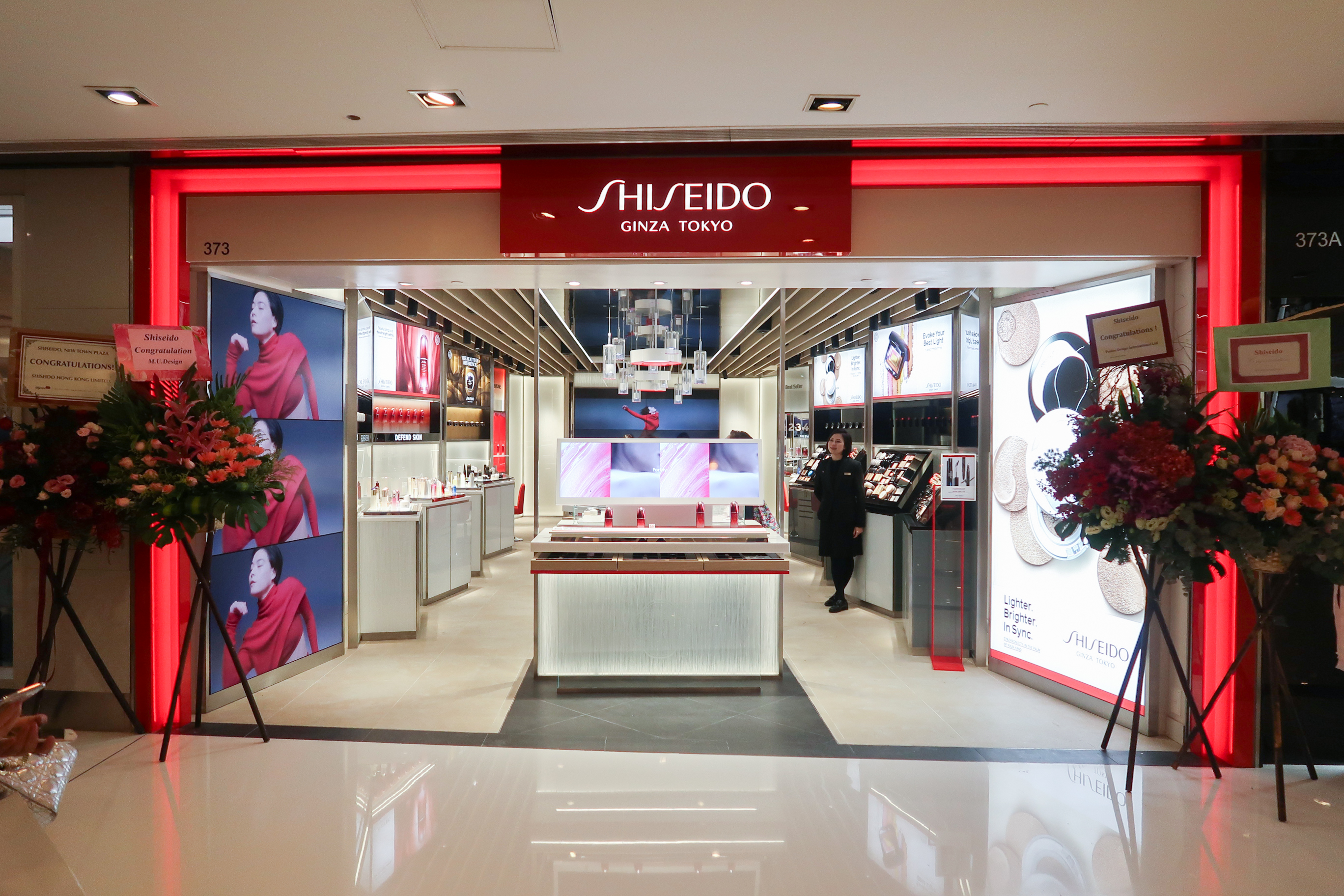
متجر شيسيدو في هونغ كونغ

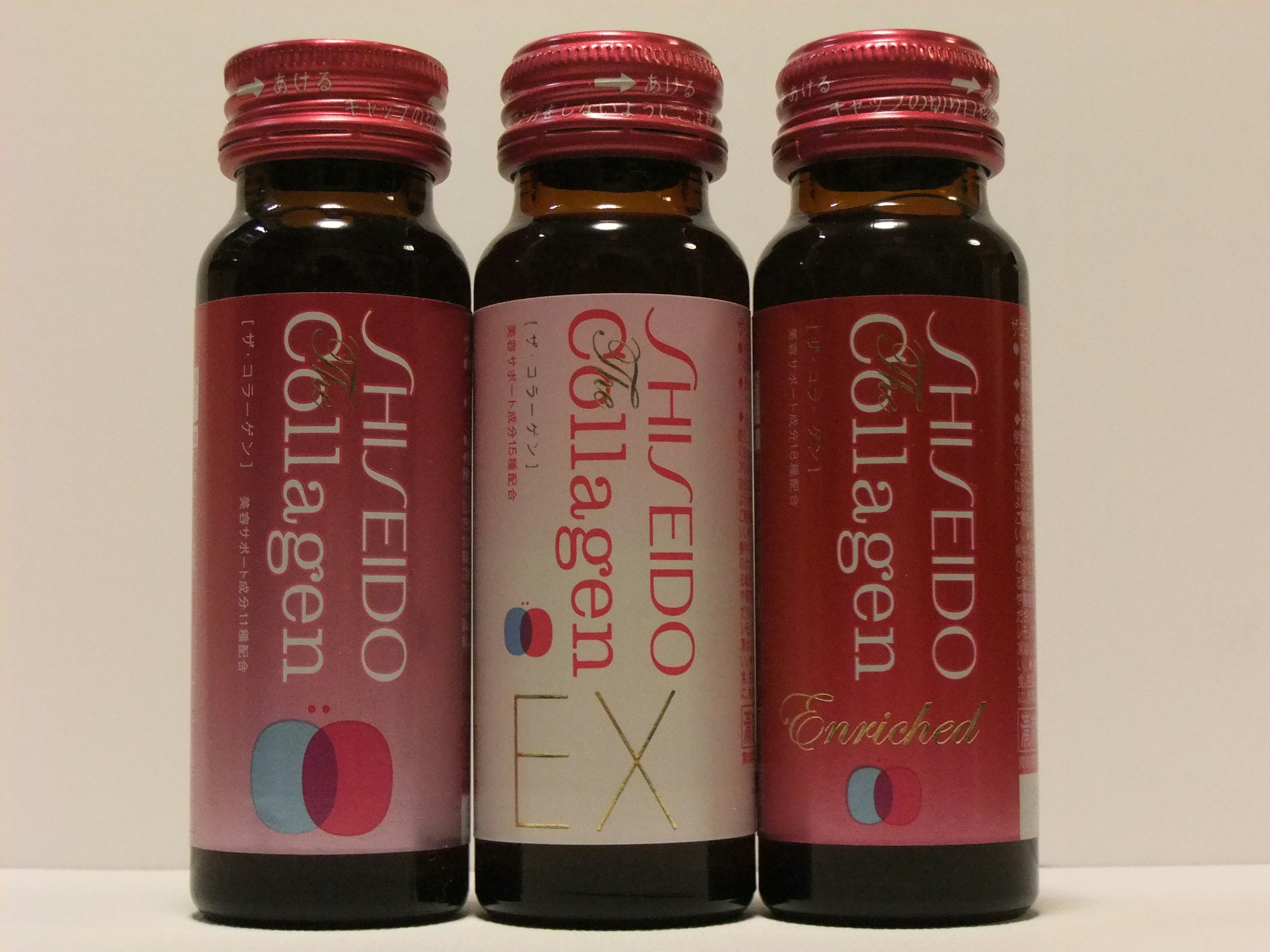
كولاجين شيسيدو، ثلاثة أنواع

شركة شيسيدو المحدودة هي شركة مستحضرات تجميل يابانية متعددة الجنسيات، تأسست في طوكيو عام 1872. من منتجاتها العناية بالبشرة، ومستحضرات التجميل والعناية بالجسم، والعناية بالشعر ووالعطور. تعدّ الشركة أقدم شركات مستحضرات التجميل في العالم، حيث احتفلت بمرور 150 عاماً على تأسيسها عام 2022. وهي أكبر شركة مستحضرات تجميل في اليابان وخامس أكبر شركة مستحضرات تجميل في العالم. في اليابان، تتوفر منتجات شيسيدو في متاجر مستحضرات التجميل في المتاجر الكبرى ومعظم الصيدليات. تمتلك الشركة عدداً من العلامات التجارية والشركات التابعة في جميع أنحاء العالم، بالإضافة إلى علامتها التأسيسية. يقع المقر الرئيسي للشركة في طوكيو، وتُتداول أسمهمها في بورصة طوكيو، حيث تعد من أهم مكونات مؤشري نيكاي 225 وتوبكس.

## تاريخ الشركة

### التأسيس

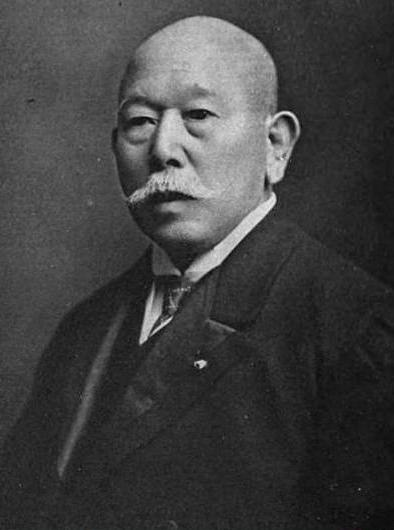
أرينوبو فوكوهارا (1848–1924)، مؤسس شركة شيسيدو

يأتي اسم شيسيدو من مقطع في الكتاب الكلاسيكي الصيني "إي تشينغ " (كتاب التغييرات) والذي يعني "الثناء على فضائل الأرض التي تغذي حياة جديدة وتنتج قيمًا مهمة".   
أسس أرينوبو فوكوهارا، رئيس الصيادلة السابق في البحرية الإمبراطورية اليابانية، صيدلية شيسيدو في عام 1872. بعد زيارة للولايات المتحدة وأوروبا، أضاف أرينوبو ماكينة مشروبات غازية إلى المتجر. وقد تطور هذا المشروع لاحقًا ليصبح مطعم باسم شيسيدو بارلو، وفي نهاية المطاف أدخل المطعم الآيس كريم إلى اليابان.
سلّم أرينوبو بتسليم شركته إلى ابنه، شينزو فوكوهارا، الذي أصبح الرئيس الثاني للشركة عام 1913. بعد تجربة شينزو في السفر إلى أوروبا والولايات المتحدة، أصبح مهتمًا بالإعلان عن شركة شيسيدو كنقطة بيع كبيرة ما دفعه إلى تخصيص موارد واسعة لتصميم الشركة، ويمكن رؤية الكثير من ذلك من خلال عبوات المنتجات والمجلات من هذا الوقت. 

### التوسع
عام 1917، قدّمت شركة شيسيدو مسحوق الوجه "قوس قزح". كان هذا المنتج مسحوقاً للوجه يحتوي على سبعة ألوان في فترة كان فيها مسحوق الوجه الأبيض هي الأساس في اليابان. عام 1923، بدأت الشركة بتوسيع قاعدة متاجرها؛ ولديها الآن  ما يقرب من 25000 منفذ بيع. أصبحت الشركة شركةً مساهمة يابانية (كابوشيكي غايشا ) عام 1927.  أما عام 2017، استحوذت شركة شيسيدو على شركة غيران Giran، وهي شركة متخصصة في تطوير الذكاء الاصطناعي والواقع المعزز، وذلك لتحقيق التقدم في مجال التكنولوجيا. تخطط شركة شيشيدو لاستخدام تقنية محاكاة الجمال الخاصة بشركة غيران لتعزيز مبيعاتها الرقمية.  

### أوائل القرن العشرين
عام 1916، تحوّلت شيسيدو من استخدام الصور التاريخية للجمال الأنثوي الياباني إلى المُثُل الغربية للجمال. أظهرت الصور الأكثر معاصرةً نساءً بشعرٍ مصففٍ للأعلى بدلاً من أن يكون منسدلاً للخلف، وتضمنت نصوصًا نمطية عصرية على طراز فن الآرت نوفو. تزامن هذا التحول في الصور مع تزايد التأثير الغربي في اليابان، ما أتاح لشركة شيسيدو الاستفادة من هذا التغيير الثقافي.
احترقت منطقة غينزا أثناء زلزال كانتو عام 1923. وقد أدى هذا الحادث والكساد الكبير في ثلاثينيات القرن العشرين إلى انخفاض مبيعات شيسيدو. أقامت شركة شيسيدو شراكةً مع العديد من المتاجر لتشكيل سلسلة متاجر تبيع مستحضرات التجميل ماركة شيسيدو بنفس السعر في أي متجر. في عام 1932، ولدت العلامة التجارية الممثلة لشركة شيسيدو لمنتجات التجميل من الدرجة الأولى في ذلك الوقت، De Luxe. بعد اندلاع الحرب العالمية الثانية، اعتبرت العلامة التجارية De Luxe بمثابة إسراف فتوقف إنتاجها. ومع ذلك، أعيد إطلاقها عام 1951، عندما بدأ الاقتصاد في التعافي. بدأت شركة شيسيدو في توسيع أسواق مستحضرات التجميل الخاصة بها إلى السوق العالمية في الخمسينيات إلى الثمانينيات. 

### الإصلاح
عام 2021، باعت شركة شيسيدو أعمالها في مجال العناية الشخصية إلى شركة مملوكة لشركة الأسهم البريطانية سي في سي كابيتال بارتنرز، كما نقلت شيسيدو جميع أعمالها المحلية في مجال العناية الشخصية إلى شركتها التابعة فاين توداي شيسيدو وبيعت بعد اكتمالها في يوليو 2021 إلى سي في سي.  

### مجلات الشركة
بدأت الشركة بنشر مجلة خاصة بها عام 1924، هيمجلة شيسيدو الشهرية (Shiseido Geppo )، والتي كانت تتضمن إعلانات المنتجات ونصائح حول مستحضرات التجميل والأزياء. عام 1933، استبدلت مجلة شيسيدو الشهربة بمجلةThe Shiseido Graph، ثم أعيدت تسميتها إلىHanatsubaki عام 1937.  نشرت هاتان المجلتان صورًا التقطها شينزو فوكوهارا، الرئيس الثاني للشركة والمصور الشهير. 
تهدف مجلات العلاقات العامة لشركة شيسيدو إلى "إلهام حياة مليئة بالجمال والثقافة"، وفقًا للمثل المؤسسية المعلنة للشركة. 

## التوسع الدولي
عام 1957، بدأت شركة شيسيدو مبيعاتها في تايوان، تلتها مباشرة سنغافورة وهونج كونج. في عام 1962، توسّعت شركة شيسيدو إلى هاواي؛ وفي عام 1965، أسست شركة "شيسيدو كوزماتيكس أميركا". وبدأت المبيعات الأوروبية في إيطاليا عام 1968، وأوقيانوسيا في نيوزيلندا عام 1971 والاتحاد السوفييتي السابق في عام 1992 في روسيا.
عام 1985، أصبحت شركة شيسيدو أول شركة تنتج هيالورونات الصوديوم (حمض الهيالورونيك/ هيالورونان ) من مصادر غير حيوانية.

## الوضع المالي والعمليات
في الربع الأول من عام 2013، حققت شركة شيسيدو ربحًا قدره 2.66 مليار ين ياباني (26.87 مليون دولار أمريكي ) من مبيعات بلغت 162.36 مليار ين ياباني (1.64 مليار دولار أمريكي).  في 15 يوليو 2013، أعلنت شركة شيسيدو أنها ستفتتح فرعًا مملوكًا لها بالكامل في الهند. في 20 فبراير 2014، وافقت شركة شيسيدو على بيع علامتيها التجاريتين كاريتا وديكليور إلى شركة لوريال الفرنسية مقابل 227.5 مليون يورو (312.93 مليون دولار أمريكي). أدى هذا البيع إلى تحقيق أرباح على الرغم من تكبدها خسائر. 
في نوفمبر 2023، خفضت شركة شيسيدو توقعات أرباحها وعانت من انخفاض بنسبة 14% في سعر السهم، وهو أكبر انخفاض في يوم واحد منذ أكتوبر 2008. وأشارت شركة شيسيدو إلى انخفاض الطلب في السوق الصينية بسبب تصريف المياه المشعة من مفاعل فوكوشيما داييتشي في المحيط الهادئ، بعد موافقة الوكالة الدولية للطاقة الذرية. وقد أدّت التغطية المحلية المسيسة لهذا القرار إلى دفع العملاء الصينيين إلى مقاطعة العلامات التجارية لمستحضرات التجميل اليابانية أو تجنبها. 
عام 2023، صنّفت منظمة الملكية الفكرية العالمية (الويبو) شركة شيسيدو في تقريرها السنوي عن أهم المتقدمين للحصول على العلامات التجارية بموجب نظام مدريد في المرتبة السابعة على مستوى العالم، حيث قدّمت الشركة 103 طلب علامات تجارية خلال عام 2023. 

## الاختبار على الحيوانات
عام 2017، أعلنت شركة نارس لمستحضرات التجميل، وهي شركة تابعة لشركة شيسيدو، أنها ستبدأ في اختبار منتجاتها على الحيوانات. دفاعًا عن قرارها، صرّحت الشركة: "لقد قررنا إتاحة منتجات نارس في الصين لأننا نشعر بأهمية إيصال رؤيتنا للجمال والفن إلى المعجبين في المنطقة. لا تُجري نارس تجارب على الحيوانات ولا تطلب من الآخرين القيام بذلك نيابةً عنها، إلا في الحالات التي يقتضيها القانون". 